# Purim

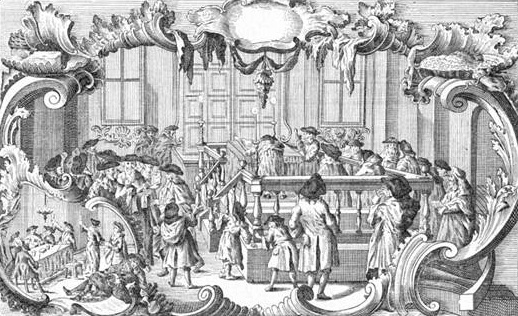
"Celebrarea sărbătorii Purim într-o sinagogă germană din sec al XVIII-lea", din Kirchliche Verfassung, 1748.

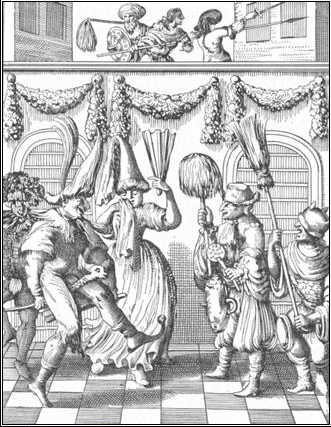
Purtarea de costume de pe o gravură din 1657.

Purim (în ebraică פורים: פוריםⓘ Pûrîm, „sorți”) este o sărbătoare evreiască care comemorează eliberarea poporului evreu din Imperiul Persan-Babilonian antic după execuția lui Haman în 427 î.d.Hr. și în urma decretului reginei Estera care duce la executarea celor 10 fii ai lui Haman în 425 î.d.Hr., după cum este scris în cartea biblică Cartea Esterei (Megillat Esther).  
Capitolul Megillah (în ebraică מגילה) ("Sulul"), al zecelea din cartea Moed (în ebraică מועד) (Cartea Sărbătorilor) din Mișna (redactată c. 200 î.d.Hr) relatează legea referitoare la Purim. Conform relatării din cartea Esterei 3:6-7, c. un secol după ce Nehemia s-a întors să rezidească Templul din Ierusalim, Haman ("Aman"), mai marele căpeteniilor împăratului persan Achashverosh, jignit de iudeiul Mardoheu din seminția lui Beniamin, trage la sorți pentru a stabili data la care să fie exterminați evreii. (Estera sau Hadasa este fiica unchiului lui Mardoheu, care a fost lăsată în grija acestuia până a devenit regină.)
Purim este celebrată în fiecare an în funcție de calendarul ebraic, la a 14-a zi a lunii ebraice Adar, a doua zi după victoria evreilor asupra dușmanilor. Ca și în alte sărbători evreiești, Purim începe de la apusul de soare în ziua precedentă. În orașele care s-au protejat de un zid în zilele lui de Joșua, inclusiv Shushan (Susa) și Ierusalim, Purim este sărbătorit la data de 15 a lunii, cunoscut sub numele de Shushan Purim. Purim este caracterizat prin recitări publice a Cărții Estera (keriat ha-megillá), oferind reciproc cadouri de alimente și băuturi (mishloach manot), pomană pentru săraci (mattanot la-evyonim), și o masă de celebrare (se'udat Purim). Alte obiceiuri includ băutul vinului, purtarea de măști și costume, și sărbătoriri publice.
Lingvistul Paul Wexler⁠(en)[traduceți] afirmă prin comparații că o sărbătoare păgână a stat la originea Purimului. Scopul cărții Esterei este justificarea teologică a sărbătorii de Purim (etiologia Purimului).

## Data sărbătorii
| Anul evreiesc | În calendarul gregorian |
| ------------- | ----------------------- |
| 5783          | 7 martie 2023           |
| 5784          | 24 martie 2024          |
| 5785          | 14 martie 2025          |
| 5786          | 3 martie 2026           |